# Nyctophilus arnhemensis
Nyctophilus arnhemensis — вид ссавців родини лиликових. 

## Проживання, поведінка
Країни поширення: Австралія. Цей вид був зареєстрований в тропічних лісах, відкритих евкаліптових лісах, в мангрових заростях. Було встановлено, що спочиває в листі і під дахами будинків. Самиці можуть народжувати виводок з двох малюків.

## Загрози та охорона
Здається, немає серйозних загроз для цього виду. Цей вид присутній у багатьох охоронних територіях.